# 加文–帕尔蒂克桥

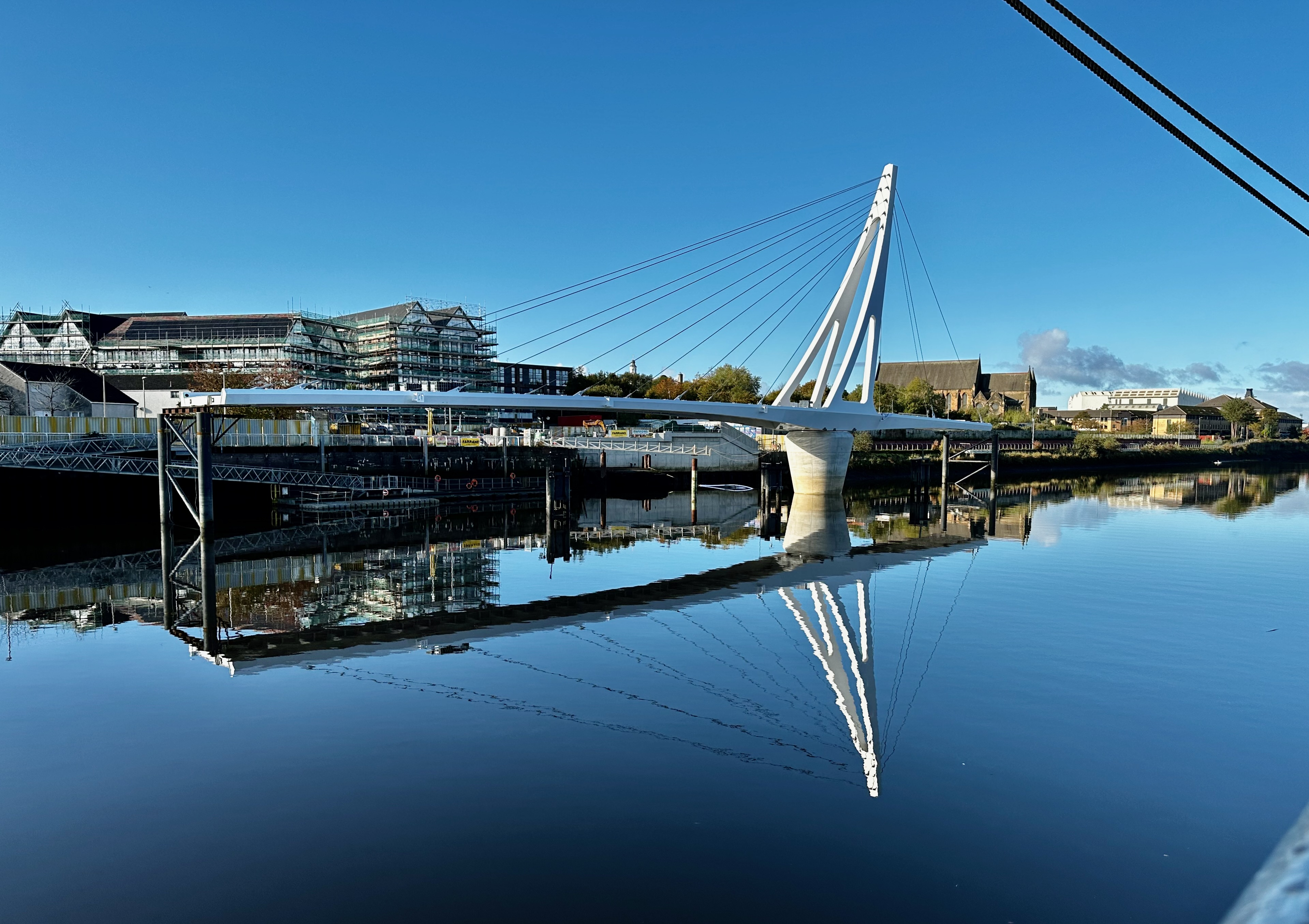
2023年10月还在建设中的加文–帕尔蒂克桥

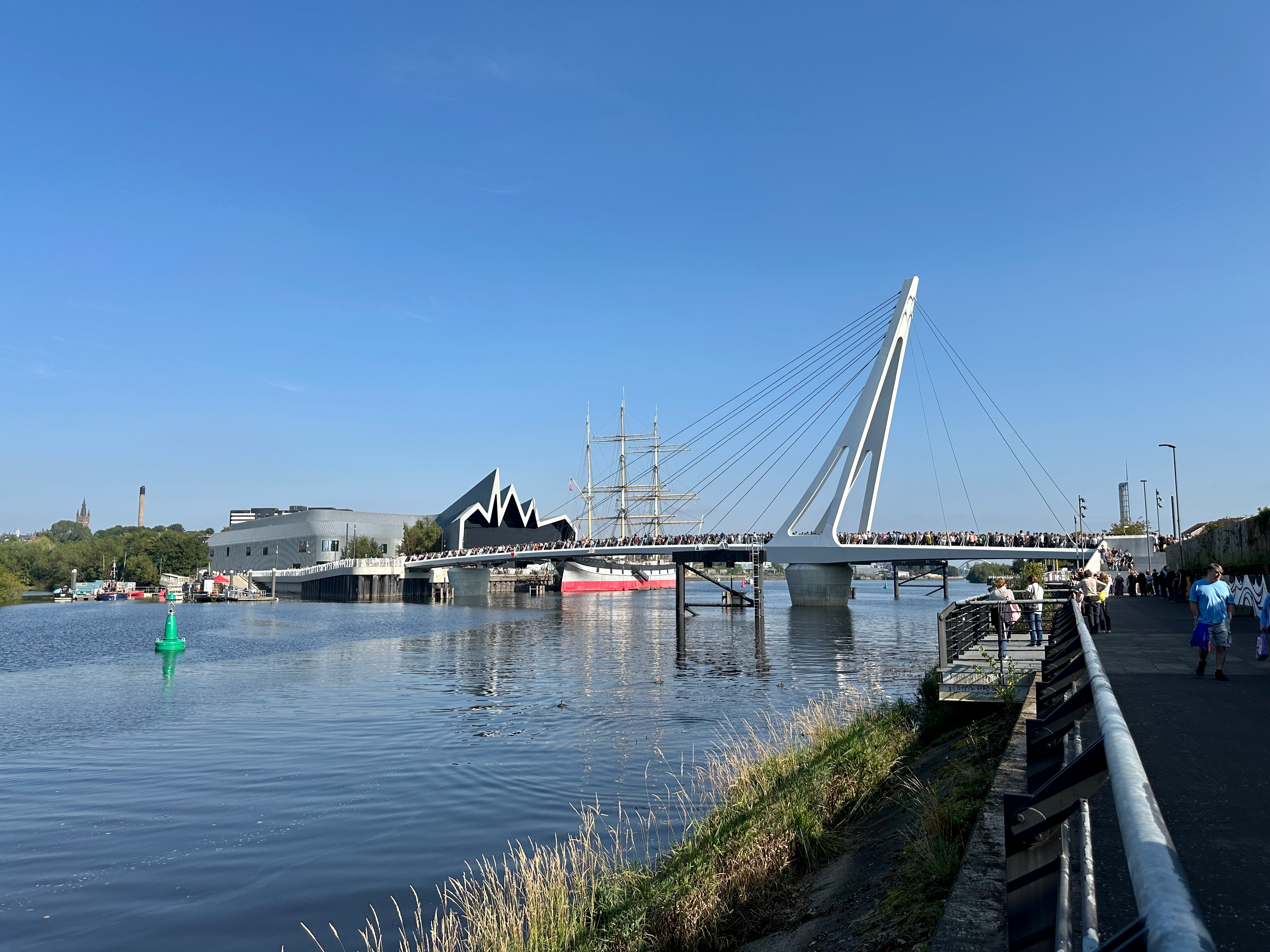
2024年9月的加文–帕尔蒂克桥

加文–帕尔蒂克桥是苏格兰格拉斯哥的一座跨过克萊德河的桥梁，在河濱博物館附近，连接了两岸的加文和帕尔蒂克。本桥桥型为平轉橋，2024年9月6日建成通车。

## 外部連結
- . 1619. 23 February 2017  [9 November 2023]. （原始内容存档于2023-11-14）.